# 國內航線

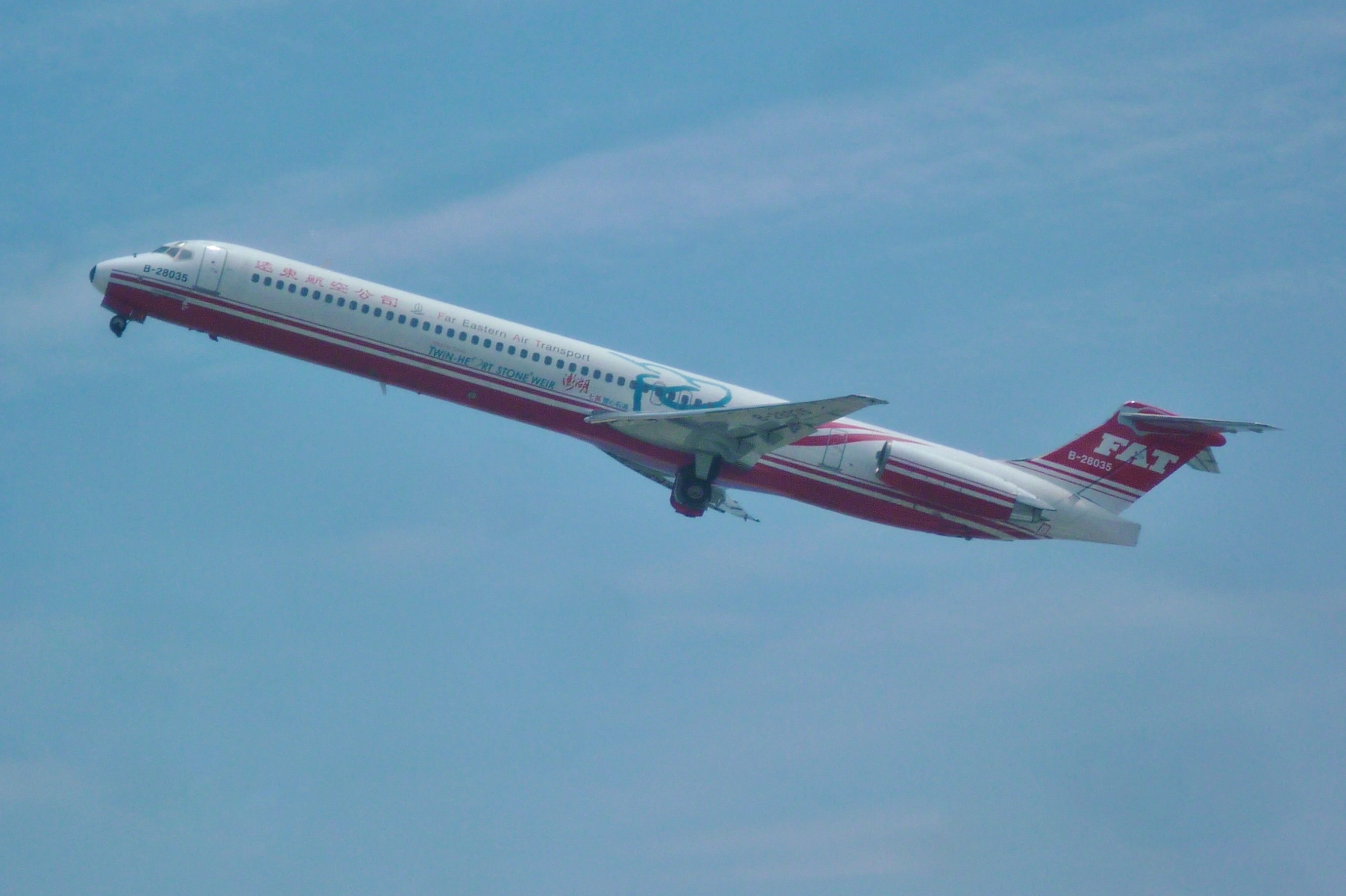
臺灣國內航線的遠東航空MD-82澎湖雙心石滬彩繪機，正從金門機場起飛中，攝於2016年8月13日。

國內航線是民用航空的一種航行方式，是指同一國家內不同城市间的飞行航线。通常海關檢查會較國際航線來的輕鬆，也沒有出入境的問題。一般而言國內航線會比國際航線便宜，不過因為不同國家城市距離的不同，也有可能會有國際航線比國內航線要便宜的情形。
國內機場是指其航班都是國內航線，沒有國際航線的機場。不少的國內航線會是不经停航班，尤其是在國土較小國家的國內航線，不過也有例外。

## 欧盟
申根签证以內的國家從一個國到另一個國不需查護照，所以算是國內線。

## 中国大陆
同于地域辽阔，中国大陸方面将国内航线又进一步细分为国内干线、国内支线和地方航线。